# 高起 (清朝)
高起（17世纪？—1748年），清朝官員，漢軍鑲黃旗人。高其位之子。廕生出身，康熙五十九年（1720年）任四川茂州知州，歷升陝西漢中知府、湖北荊州道。雍正十年（1732年）任光祿寺少卿，次年任兵部右侍郎。雍正十三年進兵部尚書。

## 家庭及關聯
- 子：高琦，官至四川川北鎮總兵。娶鑲黃旗滿洲長白鈕祜祿氏，工部製造庫郎中栢興次女。